# Rue Charles-III
La rue Charles-III est une voie située au sein de la commune de Nancy, dans le département de Meurthe-et-Moselle, en région Lorraine.

## Situation et accès
Parallèle à la rue Saint-Jean, et au sud de celle-ci, la rue Charles-III descend du centre-ville pour aller vers la Meurthe et le canal de la Marne au Rhin, elle constituant un des principaux axes ouest-est du centre-ville, la rue Charles-III est placée au sein de la Ville-neuve, et appartient administrativement au quartier Charles III - Centre Ville.

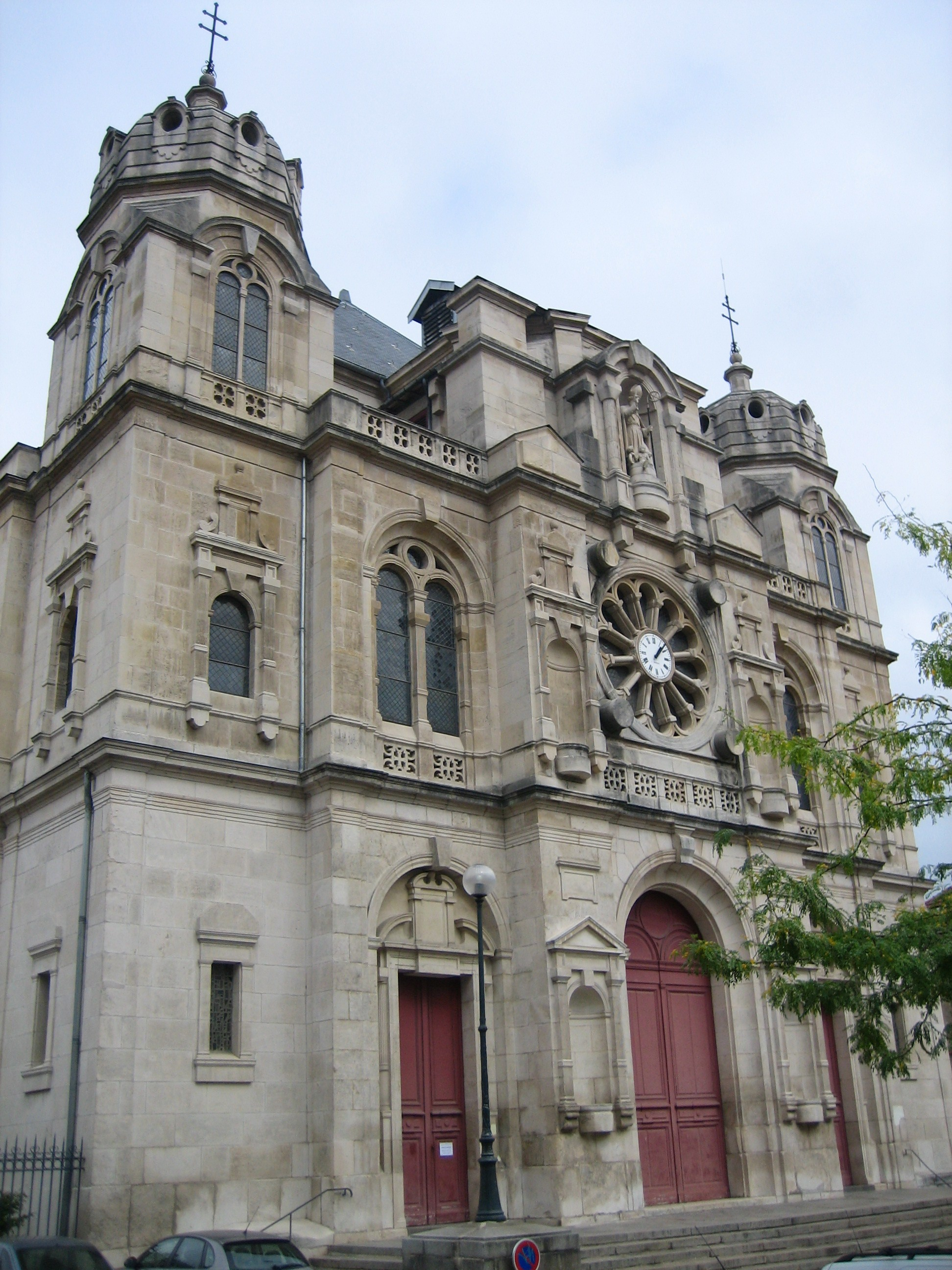
Façade de l'église Saint-Nicolas, au no 47.

## Origine du nom
Cette voie honore Charles III de Lorraine.

## Historique
Après avoir porté les noms de « rue des Capucins » en raison voisinage du couvent des Capucins devenue la Maison-Mère des Sœurs de la Doctrine chrétienne et « rue de Grève » elle prend sa dénomination actuelle le 7 février 1867.
La maison d'arrêt Charles-III qui se trouvait à l'extrémité sud-ouest de la rue, à proximité de la voie ferrée, a été démolie en 2010-2011.

## Bâtiments remarquables et lieux de mémoire
- no 47 : Église Saint-Nicolas, datant de la fin du XIXe siècle

- no 97 : Maison Gaudin

édifice objet d’un classement au titre des monuments historiques depuis 1996
- no 109 : Entrée du parc Charles III